# محوطه کوهده
محوطه کوهده مربوط به هزاره ۱-قرون اولیه دوران‌های تاریخی پس از اسلام است و در شهرستان نمین، بخش عنبران، روستای میرزانق واقع شده و این اثر در تاریخ ۲۳ شهریور ۱۳۸۲ با شمارهٔ ثبت ۱۰۰۳۲ به‌عنوان یکی از آثار ملی ایران به ثبت رسیده است.